# Levice (Włochy)
Levice – miejscowość i gmina we Włoszech, w regionie Piemont, w prowincji Cuneo.
Według danych na rok 2004 gminę zamieszkiwało 270 osób, 18 os./km².